# خانه ورثه بهبهانی
خانه ورثه بهبهانی مربوط به دوره قاجار است و در اصفهان، خیابان احمداباد، کوچه خواجه نظام الملک واقع شده و این اثر در تاریخ ۱۹ آذر ۱۳۷۵ با شمارهٔ ثبت ۱۷۹۴ به‌عنوان یکی از آثار ملی ایران به ثبت رسیده‌است.